# Жары (Сумская область)
Жары (укр. Жари) — село,
Червоноозерский сельский совет,
Путивльский район,
Сумская область,
Украина.
Код КОАТУУ — 5923888003. Население по переписи 2001 года составляло 35 человек.

## Географическое положение
Село Жары находится в 5-и км от правого берега реки Сейм.
На расстоянии в 1,5 км расположены сёла Белогалица и Червоное Озеро.
По селу протекает пересыхающий ручей с запрудой.